# OZ (foreningsblad)
 For alternative betydninger, se OZ. (Se også artikler, som begynder med OZ)
OZ er et dansk tidsskrift udgivet af Experimenterende Danske Radioamatører (EDR) primært henvendt til danske radioamatører. OZ er blevet udgivet siden april 1929. Navnet OZ kom fra de første to bogstaver i radioamatørkaldesignaler fra Danmark. (Siden 2007 kan danske radioamatørkaldesignaler også starte med OU, OV, 5P og 5Q.)
Historisk har OZ været hurtig med at formidle information om nye landvindingerne relateret til amatørradio - både generelt og om nye produkter - fx: transistorer, dioder (tunneldioder, selenensrettere), elektronrør, radioantenner. Tekniske emner: Superheterodynprincippet, enkeltsidebåndsmodulation, effektforstærker til audio og radiofrekvenser, antennemaster, printplader, lodning, standbølgeforhold, frekvensmodulation, amplitudemodulation, gitterdykmeter, elektroniske oscillatorer, fjernsyn.
Målgruppe:
- Fra 1929 til december 1971 har den primære målgruppe været kortbølge radioamatører:
  - Fra april 1933 til 1944: Citat: "Tidsskrift for kortbølge-teknik og amatør-radio".[1][2]
  - Fra 1945 til 1971: Citat: "Tidsskrift for kortbølge-radio".[3][4]
- Fra 1972 er målgruppen radioamatører der anvender alle radioamatørbånd: Citat: "Tidsskrift for amatør-radio".[5]

OZ har igennem tiderne indeholdt følgende artikelemner eller afsnit:
- Leder
- Konstruktioner - fx radiosendere, radiotransceivere, radiomodtagere og elektroniske måleinstrumenter.
- Anmeldelser - af fx udstyr og bøger relevante for radioamatører.
- "Traffic-department", "Traffic notes" - radioamatør aktiviteter.
- Fra industri og videnskab - nyheder.
- Teknisk brevkasse - spørgsmål fra læserne.
- "Silent key" - dødsfald. "Key" henviser til en morsenøgle.
- DX-jægeren - information der er relevant for DXing.
- Fra afdelingerne - fylder en stor procentdel.
- Nye medlemmer.
- Amatørannoncer - køb og salg.